# Patronages du Nord
Les patronages du Nord apparaissent au cours du XIXe siècle en lien avec le développement des patronages belges. Ils ne rejoignent qu'assez tardivement la Fédération gymnastique et sportive des patronages de France à la veille de la Grande guerre.

## La Fédération des sociétés de gymnastique du Nord
Dès la création de la Fédération nationale des sociétés catholiques de gymnastique et d’armes de Belgique (FNSCGAB) en 1893, des sociétés attachées à des paroisses du Nord de la France traversent la frontière pour participer à des concours de gymnastique en Belgique et réciproquement. Cependant la Fédération des sociétés de gymnastique du Nord (FSGN) n’est fondée que dix ans plus tard à Tourcoing à l’initiative d'Alfred Margerin, vicaire général de Cambrai. M. Henri Playoust, l'abbé Delaetère et M. Vanmullen en sont respectivement les premiers président, aumônier et trésorier.
En 1904, le premier concours à Lille  ne concerne que 250 gymnastes mais on en recense déjà 3 658 à Saint-Amand-les-Eaux quelque temps plus tard. De 1904 à 1907, M. Cieren succède à M. Playoust. En 1908, le comité, composé du colonel Fontanges, du capitaine Magniez, des abbés Maurice Dérémaux et Vilain, bien soutenu par François Delamaire, archevêque de Cambrai, prend un nouvel élan avec la création d'un comité technique où l'on retrouve MM. Hennache et Vanmullen. Cette année-là, lors du congrès eucharistique de Mouvaux,c'est l'archevêque lui-même qui bénit le nouveau drapeau de la Fédération des sociétés de gymnastique du Nord.

## L’affiliation à laFGSPFet l’Union de Flandre
C'est à la suite d'une visite de Paul Michaux remontant à 1908 et sur insistance de l'archevêque de Cambrai, qu'après en avoir longuement débattu la FSGN s'affilie à la Fédération gymnastique et sportive des patronages de France (FGSPF) en 1912. Elle apparait alors au Journal officiel le 28 octobre sous le nom d'Union de Flandre et d'Artois. Dès l'année suivante Douai accueille 5 000 gymnastes au grand concours de la FGSPF, présidé par Paul Michaux. Un an plus tard, le journal Les Jeunes de Flandre et d'Artois voit le jour. Juste avant la Grande guerre son no 2 du 12 juillet 1914 est consacré au succès du concours de Bailleul. 
Entre 1914 et 1918, plus de six cent de gymnastes de l'Union de Flandre et d'Artois tombent au champ d'honneur où l'abbé Margerin s'illustre particulièrement. Dès la victoire, les survivants et leurs aumôniers se remettent à l'ouvrage pour reconstituer les sociétés et les cadres. L’abbé Dérémauxréorganise le mouvement, qui prend le nom d'Union de Flandre (UF) avec M. Van Bxon à la présidence. Les commissions se rebâtissent et le concours de 1922 consacre leur renouveau et celui des sociétés. Le 5 juillet 1925, le 18e concours régional de gymnastique se tient à Loos en présence d'Hector Quilliet, évêque de Lille et du général de Castelnau, vice-président de la FGSPF. Malgré la scission de l'Union d'Artois le 23 janvier 1928, le 22e regroupe 6 000 gymnastes à Perenchies, fin juin 1929. Le basket se développe également et en mai 1936, à Thumeries, l’équipe de l’Union de Flandre vient à bout de la sélection du Nord par 33 à 25.

## La mixité
En 1939 la mobilisation engendre une mise en sommeil provisoire mais dès l’Armistice du 22 juin 1940 les cours de moniteurs et de monitrices reprennent avec l'abbé Decoopman, qui veille sur l'Union de Flandre depuis 1932 avec M. Callens à la présidence. Des concours gymniques et des rencontres de sports collectifs assurent à l'UF une certaine existence malgré l'Occupation alors que la réglementation mise en place par la Charte des sports oblige l'Union à accueillir les féminines.
À la Libération, Jules Roussel devient président. En 1947, le 34e concours réunit 4 000 gymnastes à Caudry. L'année précédente, le Rayon sportif féminin (RSF) nouvellement intégré à la FGSPF — qui prend le nom de Fédération sportive de France (FSF) le 22 mars 1947 sur une proposition de l'abbé Decoopman — a organisé son premier concours dans le cadre de l'Union à Saint-Amand-les-Eaux. Mme Boutry-Bossuyt en est la première présidente et Mlle Lespagnol lui succède en 1949. En 1952, une vingtaine de jeunes filles passent l’examen de monitrices adjointes. Le 11 novembre de la même année le match Union de Flandre-Paris-Bruxelles voit la victoire de l'UF. Avec plus de 400 concurrentes,  les challenges, concernent pour la première fois toutes les catégories et le 1er mai à Lallaing, le concours du RSF regroupe 1 200 jeunes filles.
En 1953, l'abbé Lehembre succède à l'abbé Decoopman et R. Dion, secrétaire administratif depuis 1948, devient secrétaire général. Vingt-trois cliques et fanfares animent fêtes et défilés. En préparation du concours interrégional de Lille, plus de 400 gymnastes masculins ont participé aux challenges fédéraux.

## Le Comité départemental du Nord
À partir de 1965, la mise en œuvre du concile Vatican II touche l'ensemble des patronages de France. Beaucoup y perdent leur prêtre-directeur, voire leurs installations et leur siège social. Le secrétaire général de la FSCF, Robert Pringarbe constate plus tard : « Le cordon ombilical qui nous reliait à l'institution ecclésiale, à l'Église, parfois monument de pierre et patrimoine du passé, ce cordon ombilical qui était comme le lien qui nous rattachait s'est le plus souvent rompu, comme arraché ». La crise qui en résulte amène la fédération à réfléchir sur sa dimension d’éducation populaire et à troquer son nom pour celui de Fédération sportive et culturelle de France (FSCF) le 13 mars 1968. 
L'évolution de la législation a amené depuis les Unions à abandonner ce sigle au profit de celui de Comité départemental.
En 2021, le comité départemental FSCF du Nord qui a succédé à l'Union de Flandre compte 4 746 licenciés(e) réparti(e)s en quarante-huit associations. Il gère onze activités sportives (gymnastique féminine et masculine, basket, tennis de table, musculation, arts martiaux, triathlon, remise en forme, éveil de l’enfant, parkour, slackline) et deux activités artistiques (danse et musique).